# Greg Smyth
Gregory „Greg“ Smyth (* 23. April 1966 in Oakville, Ontario; † 16. Februar 2018 in St. John’s, Neufundland und Labrador) war ein kanadischer Eishockeyspieler und -trainer, der im Verlauf seiner aktiven Karriere zwischen 1983 und 2000 unter anderem 241 Spiele für die Philadelphia Flyers, Nordiques de Québec, Calgary Flames, Florida Panthers, Toronto Maple Leafs und Chicago Blackhawks in der National Hockey League (NHL) auf der Position des Verteidigers bestritten hat. Smyth verkörperte den Spielertyp des Enforcers.

## Karriere
Smyth verbrachte seine Juniorenzeit zwischen 1983 und 1986 bei den London Knights in der Ontario Hockey League (OHL), wo sich der Verteidiger durch seine kompromisslose Spielweise schnell einen Namen machte. Bereits in seinem Rookiejahr sammelte er 252 Strafminuten, konnte aber auch 25 Scorerpunkte sammeln. Seine Leistungen bescherten ihm schließlich im NHL Entry Draft 1984 die Auswahl durch die Philadelphia Flyers aus der National Hockey League (NHL) in der zweiten Runde an 22. Stelle. Der Defensivspieler verbrachte jedoch noch zwei weitere Spielzeiten bei den Knights und schaffte es nach 54 Scorerpunkten in 46 Einsätzen ins Second All-Star Team der OHL berufen zu werden.
Obgleich des herausragenden letzten Jahres in der OHL, das ihm zum Ende der Saison 1985/86 seine ersten Einsatzminuten in Philadelphias Farmteam Hershey Bears in der American Hockey League (AHL) bescherte, kam Smyth ab der Spielzeit 1985/86 nur sporadisch zu Einsätzen in der NHL. Dies änderte auch der Transfer zu den Nordiques de Québec im Juli 1988 nicht, als er dorthin gemeinsam mit einem Drittrunden-Wahlrecht im NHL Entry Draft 1989 abgegeben wurde. Im Gegenzug wechselte Terry Carkner zu den Flyers. Beim franko-kanadischen Franchise, das zum Ende der 1980er- und Beginn der 1990er-Jahre zu den schlechtesten Teams der Liga gehörte, kam der Enforcer zumeist beim AHL-Kooperationspartner Halifax Citadels zum Einsatz. Neben Ken Quinney war Smyth einer von zwei Spielern zu dieser Zeit, die sich teilweise weigerten, für die Nordiques in ihrer beschränkten Rolle aufzulaufen. Nach fast vier Jahren in Québec wurde der Abwehrspieler im März 1992 im Tausch für Martin Simard zu den Calgary Flames transferiert. Dort spielte er regelmäßiger, gehörte aber lediglich etwas länger als ein Jahr zur Organisation.
Da Smyths Fähigkeiten für die Flames ersetzbar waren, wurde der Vertrag des Verteidigers nach der Spielzeit 1992/93 nicht verlängert. Er unterzeichnete daher im August 1993 als Free Agent ein Arbeitspapier bei den neu gegründeten Florida Panthers, für die er bis zum Dezember desselben Jahres zwölf Partien absolvierte. Anschließend wurde er an die Toronto Maple Leafs verkauft, die ihn jedoch im Januar 1994 über die Waiver-Liste an die Chicago Blackhawks verloren. Nachdem der Goon dort bis zum Ende der verkürzten Lockout-Saison Stammspieler gewesen war, fand er sich ab dem Beginn des Spieljahres 1995/96 bei Chicagos Farmteams in den Minor Leagues wieder. Im August 1996 kehrte er schließlich als Free Agent zu den Toronto Maple Leafs zurück, wo er in der Saison 1996/97 seine beiden letzten von insgesamt 241 bestritt. Die restliche Zeit bis zum Sommer 1999 verbrachte Smyth beim AHL-Kooperationspartner St. John’s Maple Leafs, wo er ab August 1999 als Assistenztrainer übernommen wurde. Das Engagement des damals 33-Jährigen endete jedoch bereits nach zwei Monaten im Oktober. In der Folge absolvierte der Kanadier noch neun Spiele für den britischen Klub London Knights in der Ice Hockey Superleague (ISL), ehe er sich aus dem Eishockeysport zurückzog.
Smyth verstarb im Februar 2018 im Alter von 51 Jahren an den Folgen einer Krebserkrankung in seiner Wahlheimat St. John’s, wo er sich nach seinem Karriereende häuslich niedergelassen hatte.

## Erfolge und Auszeichnungen
- 1986 OHL Second All-Star Team

## Karrierestatistik
(Legende zur Spielerstatistik: Sp oder GP = absolvierte Spiele; T oder G = erzielte Tore; V oder A = erzielte Assists; Pkt oder Pts = erzielte Scorerpunkte; SM oder PIM = erhaltene Strafminuten; +/− = Plus/Minus-Bilanz; PP = erzielte Überzahltore; SH = erzielte Unterzahltore; GW = erzielte Siegtore; 1 Play-downs/Relegation; Kursiv: Statistik nicht vollständig)